# Pícara Sonhadora
Pícara Sonhadora é uma telenovela brasileira produzida exibida pelo SBT entre 27 de agosto e 18 de dezembro de 2001, em 97 capítulos, substituindo a colombiana Café, con aroma de mujer, reabrindo a teledramaturgia do canal após três anos desde Pérola Negra (1998) e sendo substituída por Amor e Ódio. 
É uma versão da telenovela mexicana La Pícara Soñadora, de Valentín Pimstein, sendo adaptada por Henrique Zambelli, com colaboração de Adriana Moretto, supervisão de texto de Crayton Sarzy, sob direção de Antonino Seabra e Jacques Lagôa e direção geral de Henrique Martins. "Pícara" em espanhol significa "esperta".
Conta com Bianca Rinaldi, Petrônio Gontijo, Giselle Itié, Vanessa Vholker, Norma Blum, Maria Estela, Carmo Dalla Vecchia e Victor Wagner nos papéis principais.

## Enredo

Mila e Alfredo se conhecem na loja Soles.

Ludmila Lopes (Bianca Rinaldi), a Mila, é uma moça encantadora e muito batalhadora de classe média baixa que veio para São Paulo para trabalhar e estudar. Ao chegar à capital paulista, consegue um emprego na seção de brinquedos da loja Soles, pertencente à tradicional família Rockfield.
Mila mora com seu tio Camilo (Serafim Gonzalez), vigia noturno da loja, num pequeno quarto no último andar do prédio. Depois que a loja fecha, a moça aproveita para passear pela loja, utilizando alguns de seus produtos, como os livros de Direito da livraria, os produtos de beleza que ficam expostos, os lanches que come no setor de alimentos e até mesmo algumas roupas que pega emprestado. Ela acha que um dia vai poder pagar e, por isso, anota tudo o que consome num caderninho. Seu sonho é terminar a faculdade de direito e ser uma advogada bem sucedida. Mas sua vida começa a se complicar quando Rosa (Marcela Muniz), sua amiga que vive em Curitiba, resolve procurá-la em São Paulo. Ela, que era funcionária da filial da Soles, fugiu da cidade após roubar o dinheiro do caixa para tentar pagar um tratamento médico para sua filha doente.
Alfredo Rockfield (Petrônio Gontijo), herdeiro do grupo Soles que nunca pisou em uma loja, conhece Mila por acaso e se apaixona. Ele, então, inventa um plano para ficar perto dela. Sem que ninguém saiba sua verdadeira identidade, começa a trabalhar na Soles para se aproximar da moça e conquistá-la. Mônica (Karina Bacchi), irmã de Alfredo, e Carlos (Tony Borges) o ajudarão no plano e, assim, Mila e Alfredo se apaixonarão e viverão uma linda história de amor. Só há um problema: ele é noivo de Giovanna Luchini (Vanessa Vholker), que retorna ao Brasil após uma temporada na Europa disposta a tudo para manter o noivado, contando com a ajuda de sua inescrupulosa mãe, Leonor (Norma Blum), que só pensa no dinheiro dos Rockfield. Além disso há Bárbara (Giselle Itié), que se torna obcecada por Alfredo e vê Mila e Giovanna como pedras no caminho.
Na mansão dos Rockfield vivem Dona Marcelina (Maria Estela), matriarca da família, seus filhos e netos. Gregório (Carlo Briani) é o filho mais velho e cuida dos negócios. É marido de Grace (Martha Mellinger) e pai de Alfredo e Mônica. Frederico (Rodolfo de Freitas) é o mais novo e só pensa em corrida de cavalos e em suas amantes, uma delas é Erica (Gigi Monteiro), que faz de tudo para tentar conquistar o coração do bonitão e se casar com ele. Na casa também mora Julinho (Giovanni Delgado), filho de Aparecida (Ítala Morahddei), empregada muito doente. Após a morte da empregada, Dona Marcelina resolve brigar pela guarda do menino. Acontece que José (Victor Wagner), pai do menino que nunca se interessou por ele, vai tentar extorquir dinheiro de Dona Marcelina para permitir que o garoto continue morando na mansão dos Rockfield. Dona Marcelina e Camilo reviveram o amor da juventude após 40 anos depois.

## Elenco
| Intérprete            | Personagem                    |
| --------------------- | ----------------------------- |
| Bianca Rinaldi        | Ludmila Lopes (Mila)          |
| Petrônio Gontijo      | Alfredo Rockfield / Carlos    |
| Giselle Itié          | Bárbara Mendonça              |
| Vanessa Vholker       | Giovanna Luchini              |
| Norma Blum            | Leonor Luchini                |
| Maria Estela          | Marcelina Rockfield           |
| Carmo Dalla Vecchia   | Inácio                        |
| Victor Wagner         | José Duarte Soares            |
| Rubens Caribé         | Oswaldo                       |
| Mariana Dubois        | Carla Camargo                 |
| Serafim Gonzalez      | Camilo Lopes                  |
| Martha Mellinger      | Grace Rockfield               |
| Rodolfo de Freitas    | Frederico Rockfield           |
| Carlo Briani          | Gregório Rockfield            |
| Marcela Muniz         | Rosa Garcia                   |
| Luiz Carlos de Moraes | Dr. Molina                    |
| Naura Schneider       | Dora Molina                   |
| Chica Lopes           | Luzia                         |
| Karina Bacchi         | Mônica Rockfield              |
| Tony Borges           | Carlos Diniz                  |
| Josmar Martins        | Salvatore Luchini             |
| Anastácia Custódio    | Olívia Luz                    |
| Vicentini Gomez       | Domingos                      |
| Gigi Monteiro         | Erica                         |
| Milton Levy           | Detetive Telles               |
| Lena Roque            | Tonha                         |
| Marcus Parizatto      | Sebastião                     |
| Ana Paula de Nitto    | Flora                         |
| Danielle Calmon       | Melissa                       |
| Paulo Greca           | Fausto                        |
| Danielle Petrus       | Gina                          |
| Giovanni Delgado      | Julio Soares (Julinho)        |
| Danielle Tinti        | Maria Aparecida Luz (Cidinha) |
| Mariana Molina        | Creuza Maria Molina           |
| Felipe Martins        | Antônio Celso Molina          |
| Kendi Yamai           | Rafinha                       |

### Participações especiais
| Intérprete         | Personagem       |
| ------------------ | ---------------- |
| Ítala Morahddei    | Aparecida Soares |
| Milhem Cortaz      | Cláudio          |
| Luciene Adami      | Lúcia            |
| Sérgio Guizé       | Leandro          |
| Bárbara Koboldt    | Andréia          |
| Vitor Mihailoff    | Biro             |
| Luiz Carlos Araújo | Ronaldão         |
| Luciana Vaz        | Miriam           |
| Gabrielle Lopez    | Ângela           |
| Paulo Vasconcellos | Detetive 001     |
| Mauro Gorini       | Detetive 002     |

## Produção

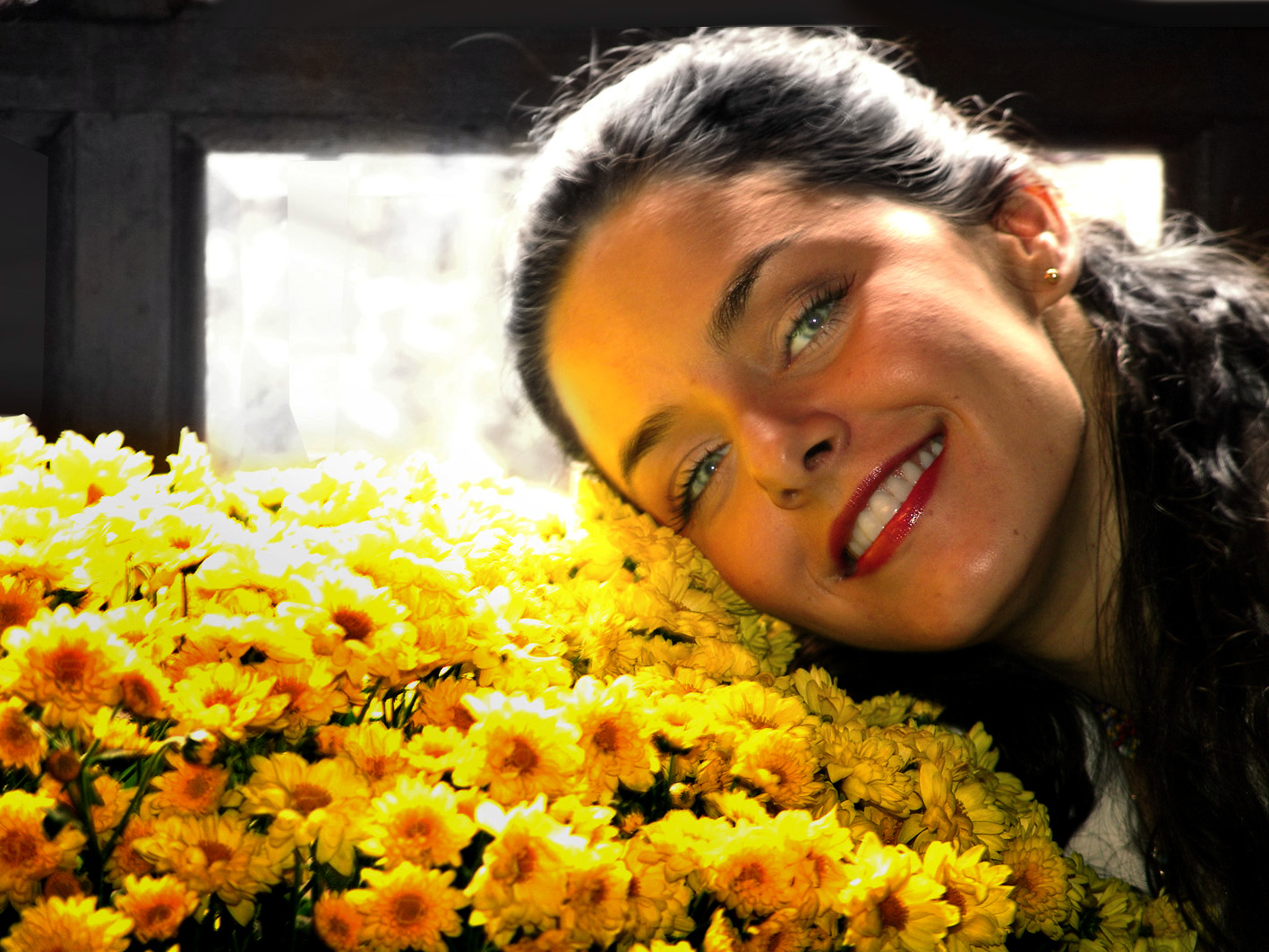
Bianca Rinaldi, após disputar com duas atrizes, conseguiu o papel da protagonista Milla Lopes.

O Sistema Brasileiro de Televisão assinou um contrato de cinco anos com a Televisa em abril de 2001 que faria o SBT desembolar cerca de US$ 200 milhões em compras de textos e dublagens de novelas mexicanas. La Pícara Soñadora foi a primeira a ser escolhida pelo então vice-presidente da emissora José Roberto Maluf, declarando: "Estamos em fase de pré-produção, ainda não temos o título em português, mas o texto já está sendo traduzido". De início, foi chamada pela crítica como "La Pícara", já que os preparativos para a trama estavam em andamento e não havia nenhum título. "Esperta Sonhadora" foi o primeiro nome provisório para o folhetim, que em seguida mudou para "Ardilosa Sonhadora" e se afirmou como o nome original mexicano, Pícara Sonhadora, o que chamaria a atenção do público e consequentemente aumentaria a audiência da novela.
Desde o início da produção, Flávia Monteiro estava cotada para ser a protagonista, mas o papel ficou para Bianca Rinaldi, que fez um teste em junho de 2001 com Patrícia de Sabrit e foi chamada às pressas um mês depois para dar vida a Milla Lopes. A primeira fase de testes com atores de teatros foram realizadas em 18 de junho de 2001, onde cem foram selecionados. O ator Petrônio Gontijo foi escolhido particularmente por Sílvio Santos, dono do SBT, para viver o protagonista Alfredo Rockfield, par romântico de Milla. Na segunda semana de julho de 2001, o elenco todo formado se reuniu para dar início as gravações. Foram construídos 33 cenários fixos que ocuparam 1,600 m² de dois estúdios do CDT da Anhanguera. Cada capítulo teve um orçamento de aproximadamente US$ 43 mil e o fim das gravações ocorreu em 18 de outubro de 2001.

## Exibição
O primeiro capítulo de Pícara Sonhadora foi exibido no dia 27 de agosto de 2001 pelo SBT, dividindo o horário das 20h15 com a colombiana Café com Aroma de Mulher, que era transmitida logo em seguida. A produção era exibida de segunda a sábado. A telenovela recebeu a classificação indicativa de livre para todos os públicos, e seu último capítulo foi exibido em 18 de dezembro de 2001, totalizando 97 capítulos. A abertura era transmitida ao som de "Mais um na multidão" de Erasmo Carlos e Marisa Monte.

### Reprises
A primeira reprise ocorreu de 19 de abril a 6 de agosto de 2004, compreendendo 80 capítulos na faixa das 13h00. Ela sucedeu Fascinação e antecedeu Pérola Negra. Uma particularidade dessa reprise foi a seleção da novela por meio de uma enquete realizada no site da emissora. As opções concorrentes eram As Pupilas do Senhor Reitor, Chiquititas, Pérola Negra, Pequena Travessa e Marisol.
A segunda reprise foi exibida de 9 de janeiro a 24 de abril de 2012, totalizando 74 capítulos, às 14h15. Substituiu Amigas & Rivais e foi sucedida por Pequena Travessa.
A terceira reprise ocorreu entre 27 de fevereiro e 9 de maio de 2023, em 52 capítulos, às 13h00. Nesse período, substituiu Pequena Travessa  e foi sucedida por Chiquititas. Destaca-se que essa reprise foi exclusiva para o SBT São Paulo e emissoras sem programação local.
Outras Mídias
Está disponível desde agosto de 2022 no streaming SBT Vídeos, dando continuidade ao projeto de resgate e sendo incluída na plataforma com outros grandes sucessos como: Esmeralda, Amor e Ódio, Marisol, Canavial de Paixões e Amigas e Rivais.

## Repercussão

### Audiência
Pícara Sonhadora estreou com o objetivo de manter a audiência da novela colombiana Café com Aroma de Mulher, que na época era de 18 pontos. Na Grande São Paulo, a estreia alcançou a meta. No mês de setembro, marcava médias de 16-17 pontos, e no dia 5 de setembro de 2001, confrontando o jogo de futebol Brasil x Argentina que marcou 46 pontos na Rede Globo, a trama manteve os 17 pontos e mostrou fidelidade de público; a concorrente Porto dos Milagres, da Globo, que foi exibida logo em seguida do jogo, caiu oito pontos do normal, marcando 41 pontos naquela noite. A média da telenovela em outubro de 2001 já era de 16 pontos.
A primeira reprise de Pícara Sonhadora, em 2004, oscilava entre 12 a 13 pontos, ficando algumas vezes na frente da líder Globo na faixa das 13h. A segunda reprise em 2012 estreou com 10% dos paulistanos assistindo a novela, somando assim 4 pontos na capital; 17% dos cariocas sintonizaram no primeiro capítulo e somaram 7 pontos com pico de 10. Na segunda semana de reexibição, os índices conseguidos pela antecessora Amigas & Rivais não foi conseguido por Pícara Sonhadora, que chegava a somar apenas 3 pontos na Grande São Paulo, ficando atrás de pequenas emissoras, como a Cultura.
Na sua terceira reexibição estreou com 3,4 pontos, mantendo os índices da primeira faixa de novelas, apesar de ser exibida em horário local. O terceiro capítulo registrou 3,7 pontos, sendo essa a sua maior audiência em toda a reprise. O último capítulo registrou 3,1 pontos. Teve média geral de 3,1 pontos.

### Avaliação em retrospecto
Amélia Gonzalez do jornal O Globo analisou a telenovela após a exibição de seu primeiro capítulo, e criticou as primeiras cenas da trama, garantindo: "Falando sério: com este início fica difícil ter boa vontade com o resto da obra". Gonzalez criticou os diálogos, mas elogiou os protagonistas Bianca Rinaldi e Petrônio Gontijo, e alertou a direção da novela: "É preciso ter mais cuidado com a direção. Onde já se viu alguém tomar banho de banheira com sais roubados numa loja de departamentos e ainda fazer bolinha de sabão?". Gabriea Goulart do Jornal do Brasil adjetivou-a de tradicional, "até porque, tudo que o SBT não quer é uma novela moderninha", em razão da emissora continuar na "zona de conforto" dos dramas mexicanos. Goulart criticou também os diálogos: "O principal problema da primeira novela méxico-brasileira do SBT se dá quando os atores [...] abrem a boca. O texto soa absurdo. Como uma novela mexicana traduzida".
| “ | O drama de Mila é banal. Tem tudo [...] para dar certo se verificarmos as experiências do SBT com novelas mexicanas em horário nobre: Carrossel, em 1991, e Carinha de Anjo, em 2016, também de autoria de Cruz, foram fenômenos de audiência e abalaram os alicerces da concorrente global. Pícara Sonhadora está longe das grandes produções frenéticas da Globo. Mas pode se transformar num exemplo real da história bíblica de David e Golias. | ” |

## Trilha sonora
Por ser um projeto novo, críticos achavam que os temas das telenovelas mexicanas seriam também traduzidos do espanhol para o português nas refilmagens brasileiras. Mas o diretor musical encarregado, Caion Gadia, afirmou: "Serão músicas nacionais, nenhuma versão de música estrangeira". Pelo curto prazo da trama, o disco seria disponibilizado logo no início da exibição da novela, tendo também apenas uma edição.
O álbum foi distribuído pela Abril Music em parceria com o SBT Music. A capa foi estampada pela protagonista Bianca Rinaldi, que viveu Milla Lopes na trama.
O tema de abertura "Mais um Na Multidão" pertenceu ao CD "Ao Vivo" lançado por Erasmo Carlos no ano de 2001 e que contou com a participação de Marisa Monte. Essa mesma canção integrou a trilha sonora da novela "Salve Jorge", exibida dez anos depois pela TV Globo entre 2012/2013. Na trama de Gloria Perez a canção foi tema dos personagens "Erica" e "Theo", defendidos por Flavia Alessandra e Rodrigo Lombardi.
| N.º | Título                              | Música                       | Duração |  |
| 1.  | "Mais um na multidão"               | Erasmo Carlos e Marisa Monte |         |  |
| 2.  | "Estou apaixonado"                  | Daniel                       |         |  |
| 3.  | "Muito estranho (Cuida bem de mim)" | KLB                          |         |  |
| 4.  | "Musa"                              | Vavá                         |         |  |
| 5.  | "Maravilhosa"                       | Rick & Renner                |         |  |
| 6.  | "Contra o tempo"                    | Rita Ribeiro                 |         |  |
| 7.  | "Vida cigana"                       | João Pedro & Cristiano       |         |  |
| 8.  | "Nunca mais vou esquecer"           | Gian & Giovani               |         |  |
| 9.  | "Sou seu anjo"                      | Karametade                   |         |  |
| 10. | "Nunca mais"                        | Família Lima                 |         |  |
| 11. | "Brincando sozinho"                 | Ivan Lins                    |         |  |
| 12. | "Parece truque"                     | Adryana e a Rapaziada        |         |  |
| 13. | "Legata a un granello di sabia"     | Fred Rovella                 |         |  |